# Nikolaj Krjukov
Nikolaj Vjačeslavovič Krjukov (in russo Николай Вячеславович Крюков?; Voronež, 11 novembre 1978) è un ex ginnasta russo.

## Palmarès

### Olimpiadi
- 2 medaglie:
  - 1 oro (Atlanta 1996 nel concorso a squadre)
  - 1 bronzo (Sydney 2000 nel concorso a squadre)

### Mondiali
- 7 medaglie:
  - 1 oro (Tianjin 1999 nell'All-around)
  - 3 argenti (Losanna 1997 nel volteggio; Tianjin 1999 nel concorso a squadre; Aarhus 2006 nel concorso a squadre)
  - 3 bronzi (Losanna 1997 nel concorso a squadre; Tianjin 1999 nel cavallo con maniglie; Anaheim 2003 nel cavallo con maniglie)

### Europei
- 5 medaglie:
  - 1 oro (Losanna 2008 nel concorso a squadre)
  - 2 argenti (Patrasso 2002 nel concorso a squadre; Amsterdam 2007 nelle parallele simmetriche)
  - 2 bronzi (Debrecen 2005 nel cavallo con maniglie; Losanna 2008 nelle parallele simmetriche)

### Europei a squadre
- 1 medaglia:
  - 1 oro (Riesa 2001)